# 西谷泰治
西谷泰治（Nishitani Taiji，1981年2月1日—），日本男子自行车運動員。廣島縣安藝郡坂町出生，畢業於坂中学校、廣島電機大学附属高校及日本大学，現隸屬日本愛三職業單車隊。

## 簡歷
2011年，西谷泰治參加亞洲單車錦標賽，在男子麥迪遜賽及團體追逐賽贏得銅牌。

## 外部連結
- 西谷泰治在ProCyclingStats的頁面